# Tommy Booth
Tommy Booth (født 9. november 1949 i Middleton, England) er en engelsk tidligere fodboldspiller (midterforsvarer) og senere -manager.
Booth tilbragte sin aktive karriere hos henholdsvis Manchester City og Preston North End. Længst tid (14 sæsoner) tilbragte han hos Manchester City.
I løbet af sin karriere vandt Booth adskillige titler med Manchester City. Han vandt det engelske mesterskab med klubben i 1968, og FA Cuppen i 1969. I 1970 blev det til sejr i Pokalvindernes Europa Cup, mens han i både 1970 og 1976 vandt Liga Cuppen.
Efter at have indstillet sin aktive karriere havde Booth desuden en kort karriere som manager for sin gamle klub som aktiv, Preston North End.

## Titler
Engelsk mesterskab
- 1968 med Manchester City

FA Cup
- 1969 med Manchester City

Football League Cup
- 1970 og 1976 med Manchester City

Pokalvindernes Europa Cup
- 1970 med Manchester City